# St. Johann (Württemberg)
St. Johann település Németországban, azon belül Baden-Württembergben. Lakosainak száma 5261 fő (2023. december 31.). St. Johann Lichtenstein és Engstingen községekkel határos.

## Népesség
| Lakosok száma | 5259 | 5034 | 5114 | 5161 | 5175 | 5271 | 5261 |
|               | 2006 | 2015 | 2017 | 2019 | 2021 | 2022 | 2023 |